# Ducat de la Pentàpolis
El Ducat de la Pentàpolis foren cinc ciutats d'Itàlia sota domini romà d'Orient formant un districte de l'Exarcat de Ravenna. El seu antecedent era el grup de cinc ciutats de la zona (Ravenna, Forli, Forlimpopoli, Classe i Cesarea). La formaven les ciutats de Rímini, Pesaro, Fano, Sinigaglia i Ancona. A la caiguda de l'exarcat va esdevenir la Marca d'Ancona.